# Bártfai Krisztián
Bártfai Krisztián (Vác, 1974. július 16. –) olimpiai bronzérmes, egyszeres világbajnok, háromszoros Európa-bajnoki ezüstérmes magyar kajakozó.

## Pályafutása
Bártfai Krisztián az 1992-es barcelonai olimpián K2 1000 méteren és az 1996-os atlantai olimpián K2 500 méteren végzett hatodik helyen. A 2000-es sydney-i olimpián K2 1000 méteren szerzett bronzérmet Veréb Krisztián oldalán. Az 1995-ös duisburgi kajak-kenu világbajnokságon K4 200 méteren lett világbajnok.

## Pályafutása után
2004-ben hagyott fel a profi sportolói pályával. https://kajak.hu/ Kft tulajdonosa, jelenleg Abu-Dzabiban él, kapitányként dolgozik az Emirates légitársaságnál, valamint ő szervezi odakint a kajak-kenus edzőtáboroztatását, edzéseket, versenyekt